# Casa Coll i Regàs
La casa Coll i Regàs és un edifici modernista de Mataró (Maresme), creat per l'arquitecte català Josep Puig i Cadafalch l'any 1898 per encàrrec de l'empresari Joaquim Coll i Regàs, un important fabricant tèxtil de Mataró. Exponent dels elements significatius del decorativisme que va caracteritzar el moviment modernista, va ser declarada l'any 2000 Bé Cultural d'Interès Nacional, en la categoria de monument històric. Actualment, és propietat de la Fundació Iluro de Mataró.

## Context
El modernisme és el moviment cultural europeu que marca la fi del segle xix i l'inici del segle xx. Abasta totes les arts i, alhora, representa una manera de viure. Combina la gran tradició constructiva catalana amb l'escultura, els oficis artístics i les arts aplicades, incorporant el ferro com a nou element estructural. El simbolisme, els motius vegetals, l'asimetria i el moviment en caracteritzen el disseny i la decoració. El màxim exponent del modernisme a Mataró, Josep Puig i Cadafalch, és protagonista de les principals actuacions arquitectòniques modernistes a la ciutat, prenent part en els principals actes cívics, culturals i polítics del moment. És possible que, per tot això, Joaquim Coll i Regàs li encarregués el projecte de casa seva, avui convertida en símbol de la ciutat.

## Història
El 12 de maig de 1897 es va demanar permís a l'Ajuntament de Mataró per renovar totalment les cases número 55 i 57 del carrer d'Argentona. El planejament de la reforma seguia la tradició dels casals de la burgesia urbana de Mataró i, en aquesta línia, és l'únic casal construït a la ciutat en època modernista.
La casa era propietat de Joaquim Coll i Regàs, que havia heretat del seu oncle un negoci familiar de fabricació de gèneres de punt. Tot just cinc anys abans d'emprendre's l'obra, la fàbrica havia experimentat una considerable puixança mercès a les exportacions cap a Cuba i Puerto Rico afavorides per l'aranzel proteccionista. El projecte va ser signat per Antoni Maria Gallissà, tot i que aleshores Puig i Cadafalch, veritable autor, ja no era l'arquitecte municipal de Mataró i, per tant, no incorria en incompatibilitat.
L'edifici també va ser conegut com a casa Fontdevila, nom del propietari posterior, quan Joaquim Coll va morir de forma prematura. A finals del segle xx va ser adquirida per la fundació Caixa Laietana, fins que el 2013 va canviar a la Fundació Iluro, actual propietària.

## Descripció
La casa Coll i Regàs s'assenta en un solar de l'eixample de ponent de la ciutat de Mataró, configurat a partir del recinte emmurallat del segle xvi, definit i organitzat finalment segons el pla de l'enginyer Melcior de Palau i de l'arquitecte Emili Cabanyes durant el darrer quart del segle xix.
Es tracta d'un edifici modernista que ocupa una parcel·la de doble cos entre mitgeres. La seva façana amida 11 metres i la seva profunditat estricta és de 25 metres, als quals cal afegir una galeria posterior i el terrat sobre el soterrani amb el cos lateral de la cuina en una profunditat complementària de 7,50 metres i té una altura de 20m.
Consta de planta soterrani, planta baixa lleugerament aixecada respecte a la rasant del carrer per tal de poder ventilar el soterrani, planta pis i planta de golfes sota els forts pendents de les cobertes. Hi ha, a més, una torratxa.

### Façana
La façana del carrer, de ritme neogòtic, va incorporar la socolada, el portal, la gran tribuna de la planta pis, i tots els finestrals amb pedra de Montjuïc, esculpida per Eusebi Arnau, amic i col·laborador constant de Josep Puig i Cadafalch. “La filosa”, que corona i completa el portal d'entrada. La façana es va acabar amb esgrafiats i aplacats de rajoles decorades, que ressalten sobretot en el gran frontó sobre la tribuna. Un ràfec a la catalana culmina l'edifici. Les reixes dels finestrals de la planta baixa -possiblement obrades als tallers de Manuel Ballarín, col·laborador habitual de Josep Puig i Cadafalch, a Barcelona- incorporen peces característiques de la maquinària del gènere de punt. Josep Puig i Cadafalch era molt conscient que construïa una casa per a un fabricant tèxtil i, per aquest motiu, introdueix en esgrafiats, vidres emplomats i rajoles la imatge d'una flor que, cal suposar, és la flor del cotó, i la roda dentada pròpia de la maquinària tèxtil.

### Interiors
Pel que fa a l'interior, cal esmentar la luxosa sala de visites, on destaquen l'enteixinat del sostre i les vidrieres amb reixa, així com el despatx de Joaquim Coll i Regàs, amb una llar de foc on hi ha esgrafiades les seves inicials. En el vessant interior de l'edifici, hi havia el jardí, on donaven altres dependències de la casa, com ara la cuina i el menjador, on també cal fer esment de la decoració dels enteixinats.
El pis superior s'ordena simètricament a la primera planta al voltant del pati de llum, però el tractament de la decoració d'aquesta part de la casa és, en línies generals, molt més pobra. Al capdamunt hi ha unes enormes golfes, des de les quals hom pot accedir a la torre per unes escales, tot i que sembla que, originàriament, es podia pujar a l'estret mirador sense haver de passar per les golfes.
A tot el llarg i ample de la casa, hi ha un soterrani, ja que la casa és un metre per damunt del carrer, de manera que el soterrani queda a la mateixa alçada que el jardí, però hom pot també accedir-hi per unes escales que hi ha sota de les que pugen a la casa.